# Urawa Red Diamonds 2012
Questa voce raccoglie le informazioni riguardanti gli Urawa Red Diamonds nelle competizioni ufficiali della stagione 2012.

## Maglie e sponsor
Vengono confermati gli sponsor Savas (presente sulla parte anteriore), Mitsubishi Motors e DHL, mentre le maglie sono prodotte dalla Nike.
| Manica sinistra · Maglietta · Maglietta · Manica destra · Pantaloncini · Pantaloncini · Calzettoni · Calzettoni | Manica sinistra · Maglietta · Maglietta · Manica destra · Pantaloncini · Pantaloncini · Calzettoni · Calzettoni | Manica sinistra · Maglietta · Maglietta · Manica destra · Pantaloncini · Pantaloncini · Calzettoni · Calzettoni |

## Rosa
| N. |                      | Ruolo | Calciatore            |
| -- | -------------------- | ----- | --------------------- |
| 1  | Giappone (bandiera)  | P     | Norihiro Yamagishi    |
| 2  | Giappone (bandiera)  | D     | Keisuke Tsuboi        |
| 3  | Giappone (bandiera)  | D     | Tomoya Ugajin         |
| 4  | Australia (bandiera) | D     | Matthew Špiranović    |
| 5  | Giappone (bandiera)  | C     | Shunki Takahashi      |
| 6  | Giappone (bandiera)  | D     | Nobuhisa Yamada       |
| 7  | Giappone (bandiera)  | C     | Tsukasa Umesaki       |
| 8  | Giappone (bandiera)  | C     | Yōsuke Kashiwagi      |
| 10 | Brasile (bandiera)   | C     | Márcio Richardes      |
| 11 | Giappone (bandiera)  | A     | Tatsuya Tanaka        |
| 12 | Giappone (bandiera)  | D     | Koji Noda             |
| 13 | Giappone (bandiera)  | C     | Keita Suzuki          |
| 14 | Giappone (bandiera)  | C     | Tadaaki Hirakawa      |
| 15 | Giappone (bandiera)  | A     | Sergio Ariel Escudero |

| N. |                     | Ruolo | Calciatore       |
| -- | ------------------- | ----- | ---------------- |
| 16 | Brasile (bandiera)  | C     | Popó             |
| 17 | Giappone (bandiera) | D     | Mitsuru Nagata   |
| 18 | Giappone (bandiera) | P     | Nobuhiro Kato    |
| 20 | Giappone (bandiera) | D     | Tomoaki Makino   |
| 21 | Serbia (bandiera)   | A     | Ranko Despotović |
| 22 | Giappone (bandiera) | C     | Yūki Abe         |
| 23 | Giappone (bandiera) | C     | Masaya Nozaki    |
| 24 | Giappone (bandiera) | A     | Genki Haraguchi  |
| 25 | Giappone (bandiera) | P     | Koki Otani       |
| 26 | Giappone (bandiera) | D     | Mizuki Hamada    |
| 27 | Giappone (bandiera) | C     | Shūto Kojima     |
| 28 | Giappone (bandiera) | D     | Takuya Okamoto   |
| 29 | Giappone (bandiera) | C     | Shinya Yajima    |
| 34 | Giappone (bandiera) | C     | Naoki Yamada     |

## Risultati

### Coppa Yamazaki Nabisco
| Saitama 20 marzo 2012 | Urawa Reds | 1 – 0 referto | Vegalta Sendai | Saitama Stadium 2002 |

| Iwata 4 aprile 2012 | Júbilo Iwata | 4 – 3 referto | Urawa Reds | Yamaha Stadium |

| Saitama 18 aprile 2012 | Urawa Reds | 1 – 4 referto | Cerezo Osaka | Saitama Stadium 2002 |

| Kawasaki 16 maggio 2012 | Kawasaki Frontale | 0 – 3 referto | Urawa Reds | Todoroki Athletics Stadium |

| Tosu 6 giugno 2012 | Sagan Tosu | 2 – 1 referto | Urawa Reds | Tosu Stadium |

| Saitama 27 giugno 2012 | Urawa Reds | 3 – 0 referto | Sanfrecce | Saitama Stadium 2002 |

### Coppa dell'Imperatore
| Saitama 8 settembre 2012 | Urawa Reds | 2 – 1 referto | Volca Kagoshima | Urawa Komaba Stadium |

| Saga 10 ottobre 2012 | Kamatamare Sanuki | 1 – 2 referto | Urawa Reds | Saga Stadium |

| Kumagaya 15 dicembre 2013 | F·Marinos | 2 – 0 referto | Urawa Reds | Kumagaya Athletic Stadium |

## Statistiche

### Statistiche di squadra
| Competizione           | Punti | Totale | Totale | Totale | Totale | Totale | Totale | DR |
| Competizione           | Punti | G      | V      | N      | P      | Gf     | Gs     | DR |
| ---------------------- | ----- | ------ | ------ | ------ | ------ | ------ | ------ | -- |
| J. League Division 1   | 55    | 34     | 15     | 10     | 9      | 47     | 42     | +5 |
| Coppa Yamazaki Nabisco | -     | 6      | 3      | 0      | 3      | 12     | 10     | +2 |
| Coppa dell'Imperatore  | -     | 3      | 2      | 0      | 1      | 4      | 4      | 0  |
| Totale                 | -     | 43     | 20     | 10     | 13     | 63     | 56     | +7 |